# くろしお (潜水艦・2代)
くろしお（ローマ字：JS Kuroshio, SS-570、ATSS-8003）は、海上自衛隊の潜水艦。うずしお型潜水艦の5番艦。艦名は黒潮から由来し、この名を受け継いだ日本の艦艇としては、旧海軍の陽炎型駆逐艦「黒潮」、海上自衛隊発足後、初の潜水艦として米海軍から貸与された「くろしお」（SS-501）に続き3代目にあたる。

## 艦歴
「くろしお」は、第3次防衛力整備計画に基づく昭和46年度計画潜水艦8085号艦として、川崎重工業神戸工場で1972年7月5日に起工され、1974年2月22日に進水、1974年11月27日に就役し、第2潜水隊群第4潜水隊に編入され横須賀に配備された。
1978年7月12日から10月6日までの間、ハワイ派遣訓練に参加。
1982年9月23日から12月23日までの間、ハワイ派遣訓練に参加。
1989年3月24日、第1潜水隊群第5潜水隊に編入され、定係港が呉に転籍。
1991年3月20日、特務潜水艦に種別変更され、艦籍番号がATSS-8003に変更、第1潜水隊群直轄艦となる。
1994年3月1日、除籍。